# マルイウェブチャネル
マルイウェブチャネル（○I○Iwebchannel）とは、株式会社丸井が運営するファッション関連の通販サイトである。正式名称は『マルイのネット通販「マルイウェブチャネル」』。

## 概要
アパレル関連の通販サイトで、レディース・メンズ・キッズ・スポーツ・アウトドア・コスメ・シューズバッグ・雑貨・アニメグッズまで取り扱っており、複数のブランドをまとめて購入することができる。
1日当たりの訪問者数は約31万人、年間アクセス数は約1億1000万アクセスに上る。EC売上高は約200億円となっており、同社が展開する丸井店舗で展開する食品やレストランなどを除く全社売り上げに占めるEC化率は約10%、PB商品に限ると約22%。
月刊「MONOQLO 2011年4月号」特集「ファッション通販サイト辛口総点検」にて総合評価で最高のA判定。
2018年3月期における取扱高は、前期比約8％増の230億円。取引先と在庫情報を共有し品ぞろえを拡充。自社倉庫外の取扱商品数と取扱高が約1.5倍に増えた。

## 沿革
- 1988年
  - 9月 - カタログ通販誌「Voi」発行[4]。
- 2006年
  - 4月 - Eコマース・通信販売事業を運営する「マルイヴォイ」設立。
  - 9月 - 「マルイウェブチャネル」を開設。
- 2007年
  - 4月 - 「マーチャント＠amazon.co.jp」へ出店[5]。
  - 10月 - 丸井が持株会社へ移行、商号を（株）丸井グループに変更[6]。
- 2008年
  - 11月 - 日本初のサービス「店舗の在庫を通販サイトで表示」[7]。
- 2009年
  - 4月 - 「試着ができない」「返品が面倒」などの声にお応えし、試着や受け取りなどが店舗でできるサービス「マルイウェブチャネルパーク」を開始。新宿マルイ本館をはじめ、マルイシティ横浜、マルイシティ池袋、なんばマルイ、静岡店の５店舗で運営[7]。
- 2010年
  - 12月 - 丸井が楽天市場に出店。業務提携の合意に基づく第一弾の取り組みが実現[8]。
- 2016年
  - 7月 - スプロケット社のウェブ接客ツールを導入し、店舗の店員のようにカード特典をご案内。初日から使える割引や認知度の低い特典もご案内[9]。
- 2017年
  - 2月 - KDDIのネット通販サイト「Wowma!」にマルイ運営ショップがオープン[10]。
  - 9月 - アプリをリニューアル[11]。
  - 10月 - 物流部門 株式会社ムービングの三郷Web通販総合物流センターで、ロボット倉庫「オートストア」が稼働[12]。
- 2018年
  - 8月 - チームラボ社のディープラーニングによる画像解析技術を採用[13]。
- 2019年
  - 10月 - 株式会社Virtusizeの「Smart Table(スマートテーブル)」を導入。サイズ情報をより顧客にわかりやすく届けることができるサービス [14]。
- 2020年
  - 12月 - visumoを導入しインスタグラム投稿を活用したコンテンツをリリース [15]。
- 2021年
  - 3月 - 複数ネットショップ一元管理クラウドサービス「CROSS MALL（クロスモール）」で注文情報・在庫情報の連携を開始[16]。
  - 6月 - twitterを開設[17]。
  - 8月 - 左利きにフォーカスした特設サイト『Hi！ダリ』を開設[18]。
  - 9月 - メルカリと業務提携しメルペイ利用開始、メルカリ持ち物リストへのデータ連携スタート[19]。
- 2022年
  - 8月 - オープン15周年を記念してネット通販だけの「マルコとマルオの3日間」を開催[20]。
- 2023年
  - 1月 - 店舗が1月4日からの営業となり、ネット通販限定で、お正月初開催のマルコとマルオの3日間」を実施[21]。店舗の3が日休業は話題となった[22]。
  - 1月 - 発送情報をアプリで通知をスタート[23]。
  - 2月 - EC商品検索・サイト内検索エンジン「ZETA SEARCH」とレコメンドエンジン「ZETA RECOMMEND」の導入スタート[24]。
  - 6月 - 毎月第２日曜日に『エポスサンデー』をスタート。エポスカード利⽤で５％分はポイントバックされるキャンペーン[25]。
  - 10月 - Yahoo!ショッピングに「マルイ（丸井）Yahoo!店」が出店[26]。
  - 11月 - リテールメディア広告エンジン「ZETA AD」を導入[27]。